# Andrei Cojocari
Andrei Cojocari (n. 21 ianuarie 1987) este un fotbalist moldovean care în prezent evoluează la clubul Milsami Orhei.

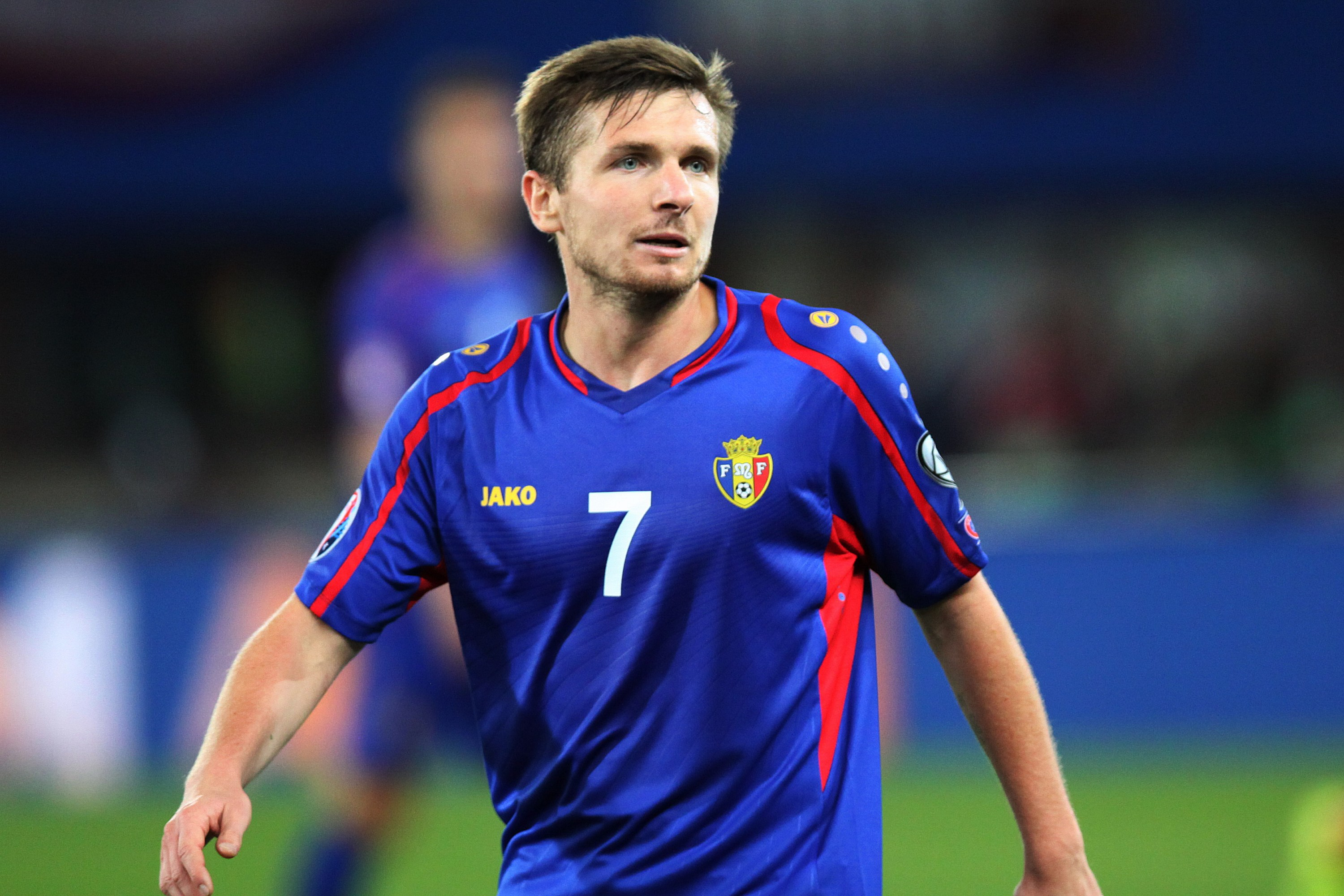
Andrei Cojocari la meciul Austria – Moldova din 5 septembrie 2015